# Civil War: Young Avengers & Runaways
A Civil War: Young Avengers & Runaways egy, a Marvel Comics által kiadott négyrészes mini-képregénysorozat, mely 2006 júliusa és októbere között jelent meg az Amerikai Egyesült Államokban. A képregény írója Zeb Wells, rajzolója Stefano Caselli. A történet központjában az Ifjú Bosszú Angyalai és a Szökevények csapatának egyik kalandja és a képregény egyike a Civil War című, a Marvel majd minden kiadványát érintő crossoverének.

## A megjelenés története
A minisorozat a Young Avengers sorozatának első évada után, a Runaways második sorozatának 21. és 22. számai között, valamint a Civil War harmadik számának eseményei előtt játszódik.